# Tiy
Tiy (nume alternative Tiye, Tiyi sau Taia) a fost regina-consoartă a lui Amenhotep al III-lea și a trăit între ( aprox.) 1398- 1338 î.Hr., în timpul celei de-a XVIII-a Dinastii. Este mama faraonului Akhenaton.

## Regină-consoartă

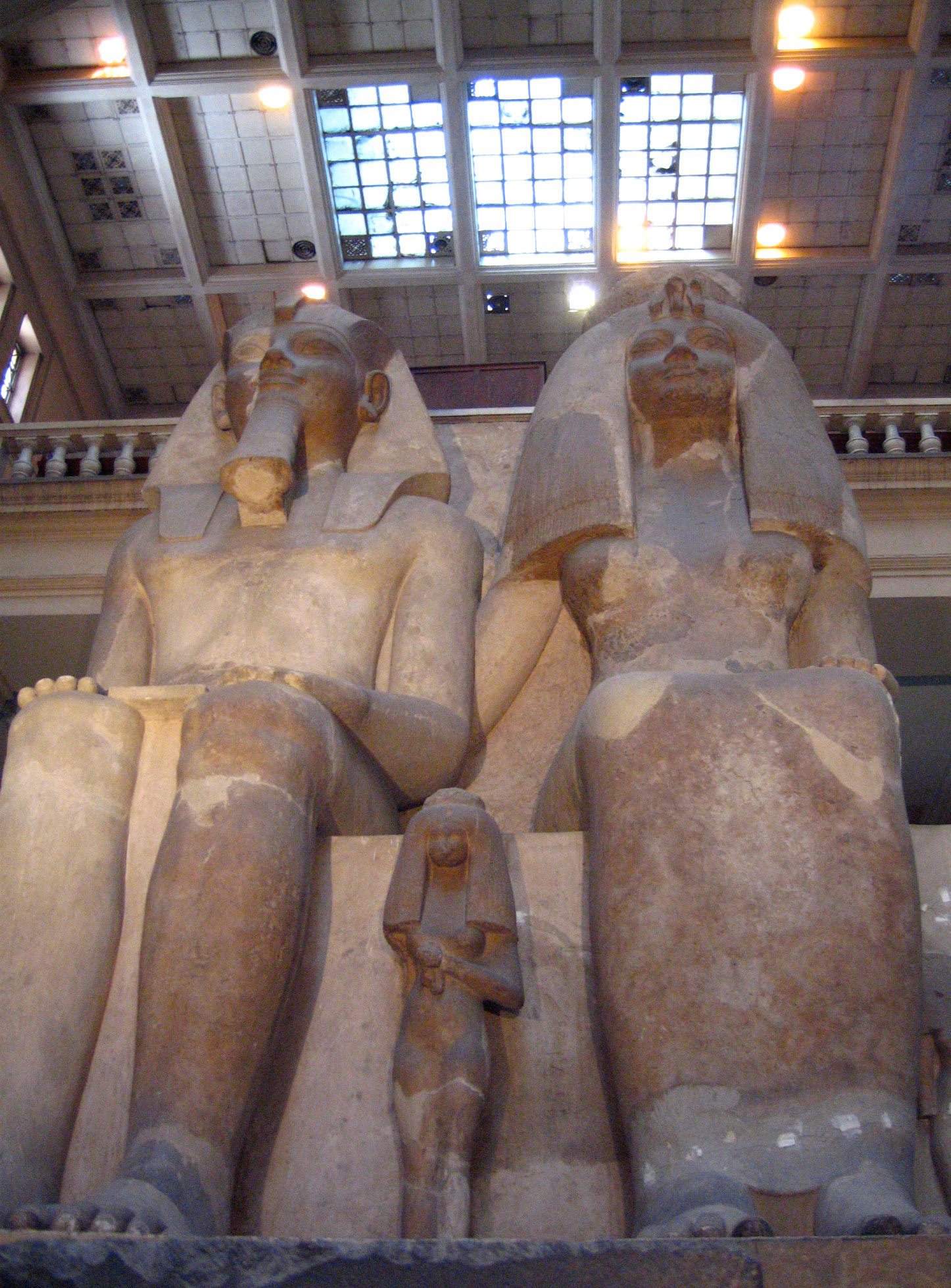
Statuie colosală a cuplului regal Amenhotep al III-lea și regina Tiy

Ca regină și soție principală a faraonului a avut un rol important în organizarea administrației Imperiului Egiptean, fiind ajutată de un aparat de funcționari bine pus la punct. Cel puțin înspre sfârșitul domniei lui Amenhotep al III-lea, când acesta se retrăsese în reședința sa luxoasă de la Malkata, Theba, ea a fost cea care se ocupa de bunul mers al lucrurilor în stat.
Deși nu a avut ascendență regală ( era fiica unui nobil provincial din Akhmin, preot local al zeului Min și superintendent peste cirezile regale de bovine ), a acceptat ca soțul său să se căsătorească cu cel puțin una dintre fiicele lor ( cea mai mare ) pentru a menține puritatea liniei regale.
Căsătorită la o vârstă fragedă cu Amenhotep al III-lea, în cel de-al doilea an al domniei acestuia, au avut împreună cel puțin 6 copii ( 2 băieți - pe Tuthmes, primul născut, preot al lui Ptah, mort în timpul domniei tatălui său și pe mult mai celebrul Akhenaton, precum și 4 fete - dintre care  Sitamun a ajuns regină-consoartă a tatălui său ). În afara acestor copii, mai sunt menționați ca având o filiație incertă și controversată Smenkhkare ( un personaj misterios, care a urmat pentru scurt timp pe tron după moartea lui Akhenaton) și o fată, Baketaten, martoră prețioasă a vieții de la curtea din Amarna.
Relația cu soțul său a fost foarte strânsă; în multe reprezentări statuare ale celor doi, silueta reginei este deseori egală cu cea a Faraonului, ceea ce demonstrează statutul său deosebit. De asemenea, este prima regină-consoartă al cărei nume apare în actele oficiale.

## Regină-mamă
După moartea lui Amenhotep al III-lea și-a păstrat influența și asupra curții regale a faraonului succesor, fiul său Akhenaton, cel care a mutat capitala de la Theba la Amarna, orașul ridicat în deșert pentru proslăvirea zeului-soare Aton. I-a supraviețuit 12 ani soțului său, perioadă în care s-a dovedit un consilier priceput al fiului lor; a sprijinit politica  de slăbire a influenței clerului theban și s-a bucurat de respectul acestuia.  
Probabil că a murit la Amarna și a fost îngropată acolo în necropola regală a lui Akhenaton, dar mumia sa nu a fost descoperită nici până astăzi. O altă ipoteză este că a fost înmormântată alături de soț, în Valea Regilor, deoarece mai multe ushabti cu reprezentarea ei au fost descoperite în mormântul WV 22.

## Monoteismul amarnian
S-a speculat , atât pe baza caracteristicilor morfo-anatomice ale tatălui său ( a cărui mumie a fost identificată ), cât și pe baza numelui său, un nume exotic pentru egipteni ( Yuya ) - cu 10 (!) variante - , că acesta ar fi fost de origine asiatică. Aceasta ar explica „nonconformismul” religios al reginei și sprijinul acordat politicii religioase a fiului său.

## Considerații generale
Deși e una din reginele cu cea mai mare influență asupra soțului sau /și,implicit,asupra Egiptului, Tiy e adesea omisă din manualele de istorie  și în majoritatea cărților e prezentată ca personaj secundar. A trăit în perioada dinastiei a XVIII-a ca Regină a Egiptului de Sus și de Jos și a fost Soția Regală a faraonului Amenhotep al III-lea . Fiul său Amenhotep al IV-lea (mai târziu Akhenaton) va deveni un faraon pe cât de important , pe atât de controversat.